# Vejer de la Frontera

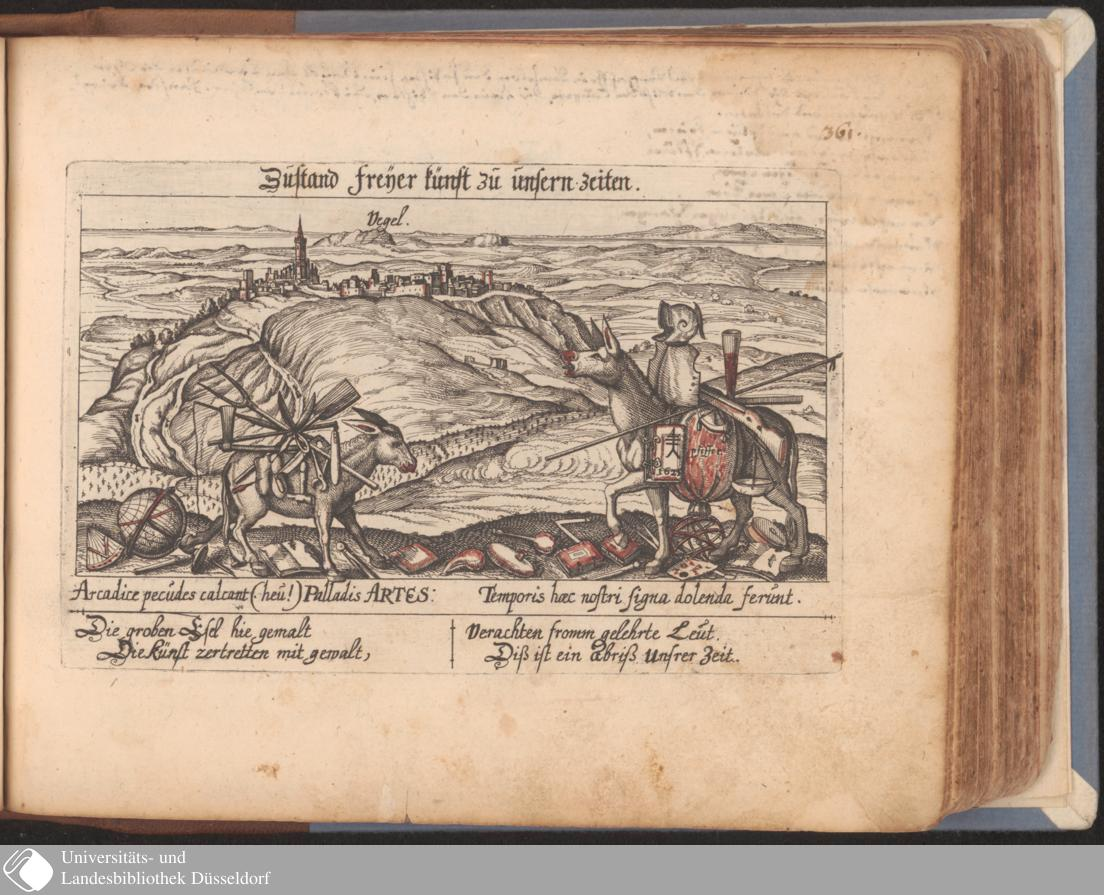
Vegel. Zustand freyer künst zu unsern zeiten, Illustration von Daniel Meisner im Thesaurus philopoliticus aus dem Jahr 1626

Vejer de la Frontera ist eine andalusische Stadt in der Provinz Cádiz in Südspanien. Sie liegt 9 km von der Küste entfernt auf einem Hochplateau, 50 km südöstlich der Provinzhauptstadt Cádiz. Die Altstadt ist vollständig von einer Mauer umgeben.

## Sehenswürdigkeiten
- Historisches Stadtbild mit etwa zwei Kilometer langer Stadtmauer, vier Stadttoren und drei Türmen
- Castillo: die ehemalige maurische Burg aus dem 10./11. Jahrhundert wurde auf dem höchsten Punkt der Altstadt angelegt. Im 14./15. Jahrhundert wurde die christliche Burg dort errichtet, im 19. Jahrhundert verändert.
- Die Casa Mayorazgo ist ein barockes Gebäude aus dem 18. Jahrhundert.
- Die Pfarrkirche Divino Salvador aus dem 14. Jahrhundert wurde ab Ende des 16. Jahrhunderts im spätgotischen Stil erweitert.
- Die Iglesia del Convento de la Concepción (Klosterkirche) wurde ab 1552 erbaut; sie hat ein Renaissanceportal.
- Südwestlich ragt das Kap Trafalgar (Cabo Trafalgar) in den Atlantik.

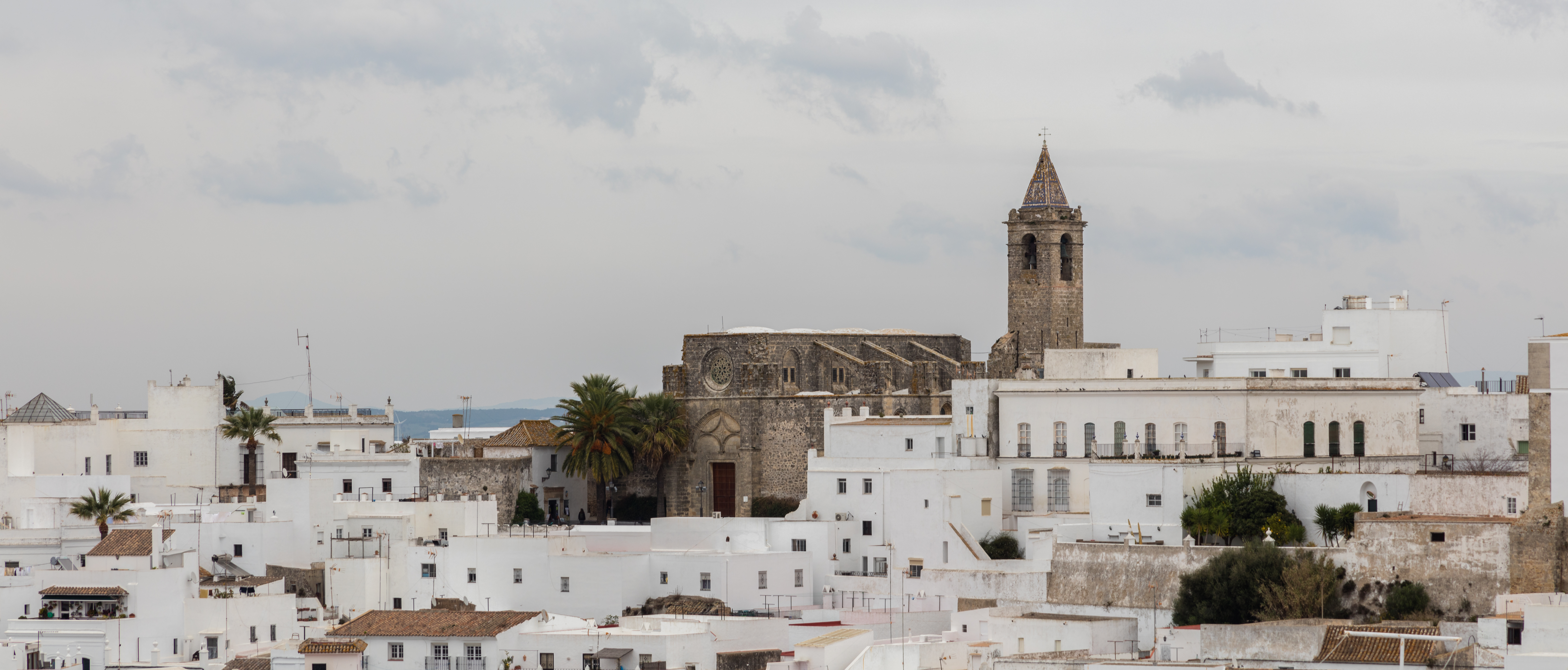
Blick vom Kastell auf die Pfarrkirche Divino Salvador
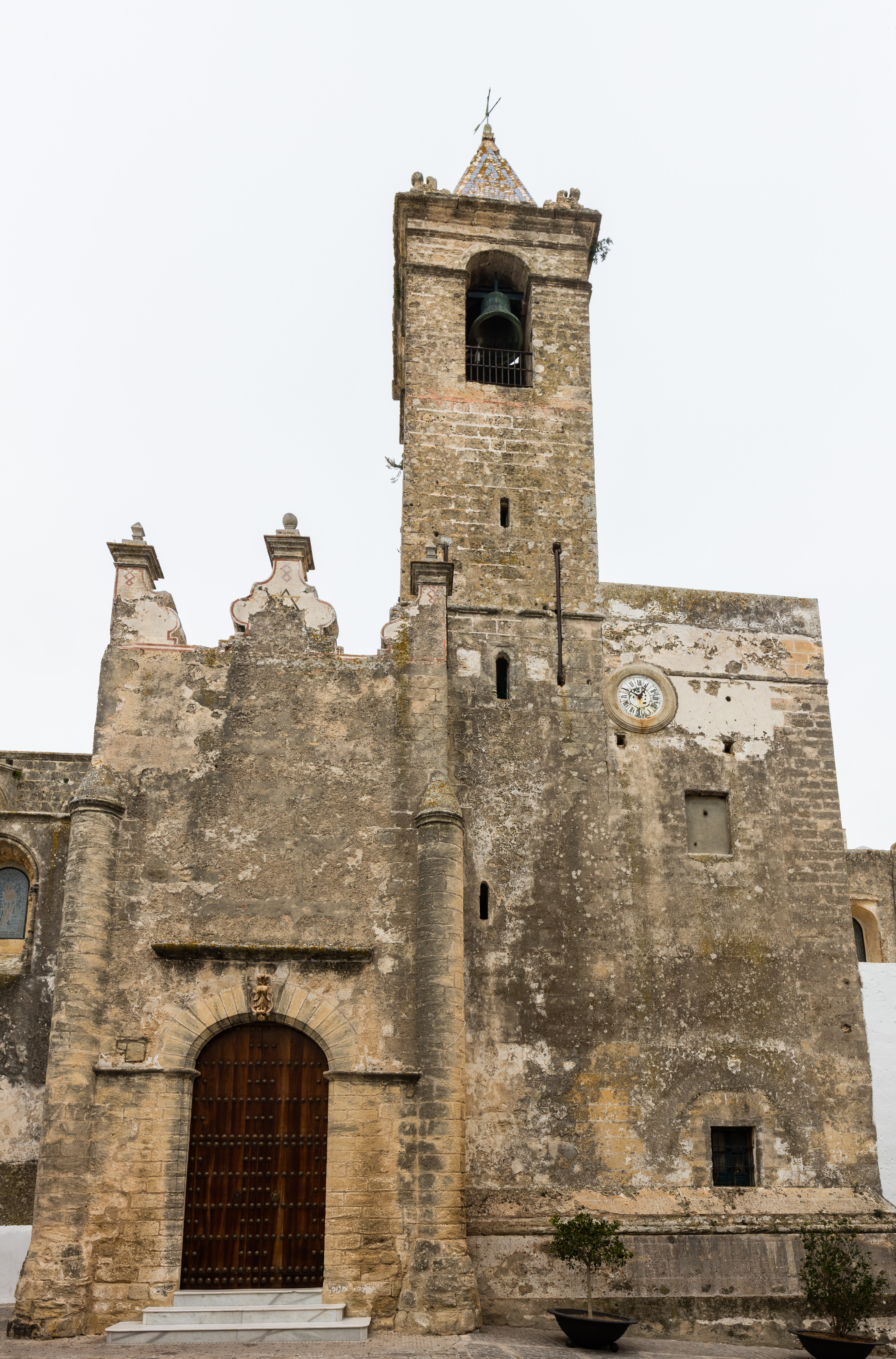
Pfarrkirche Divino Salvador
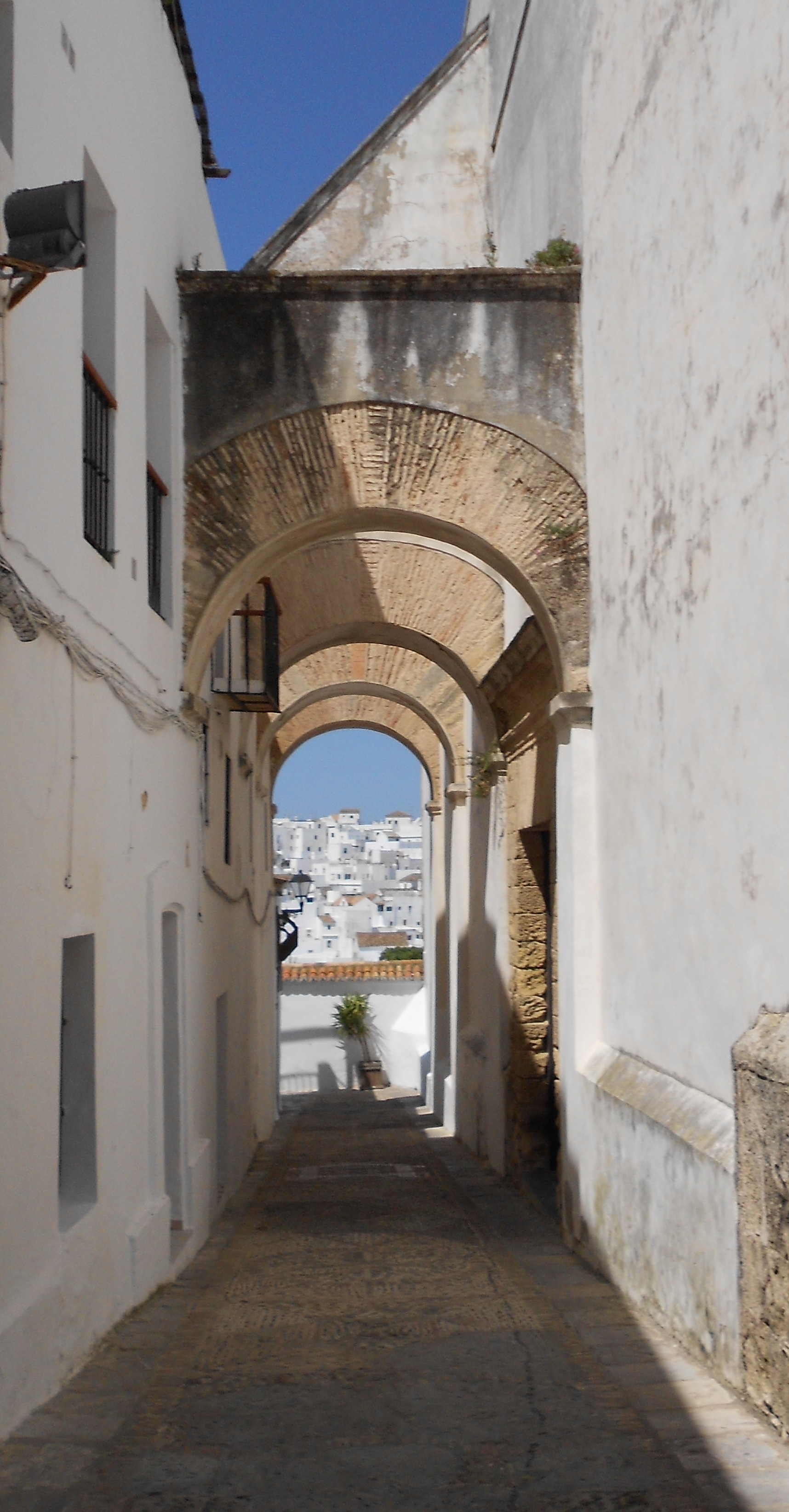
Blick durch die Schwibbögen der „Iglesia del Convento de la Conceptión“ von 1552 (nun Museo Convento) auf die Neustadt.
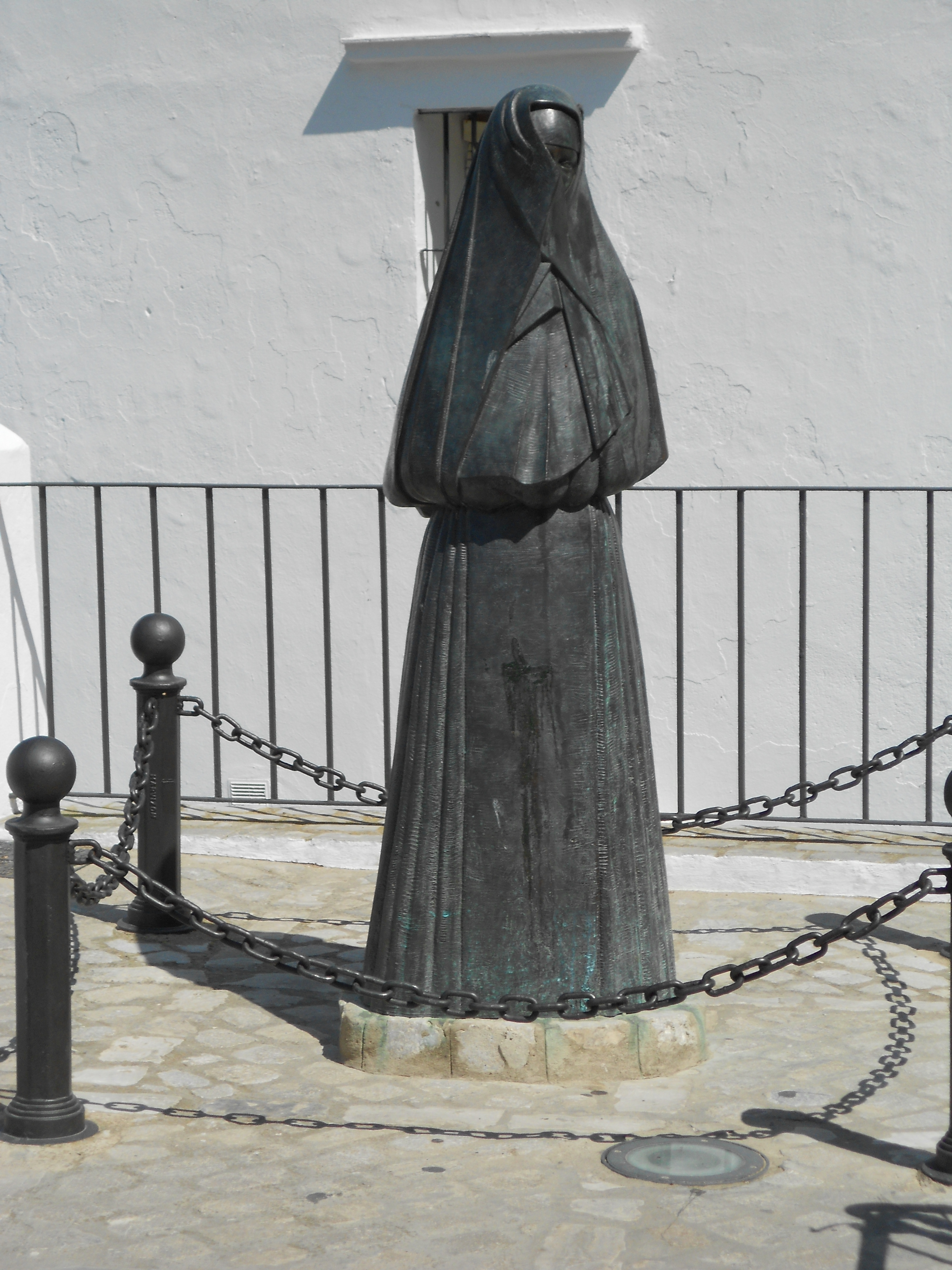
La Cobijada: Denkmal für die in der Region bis 1939 vorgeschriebene Vollverschleierung christlicher Frauen (wurde von General Franco aufgehoben)
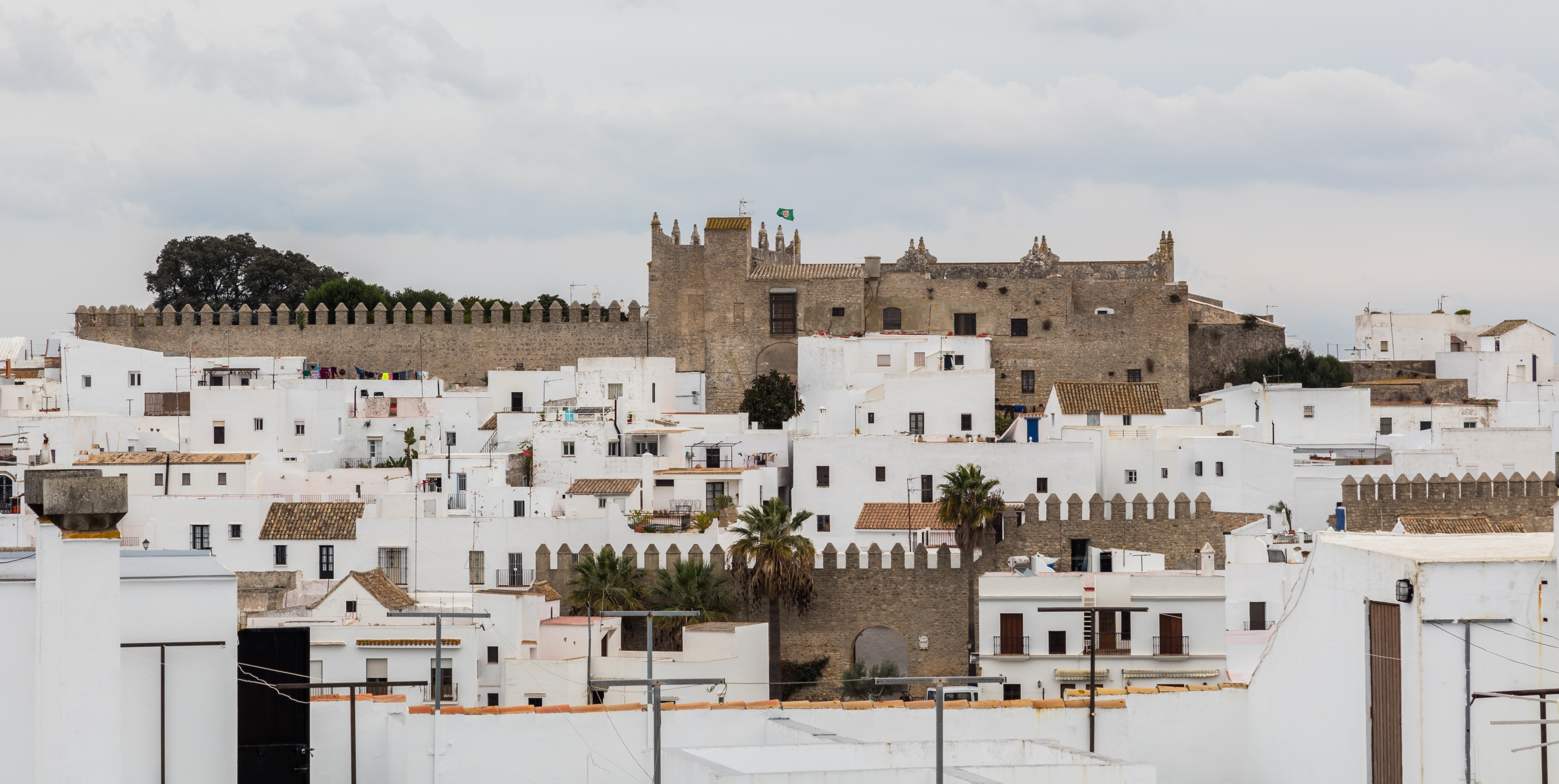
Castillo Festung
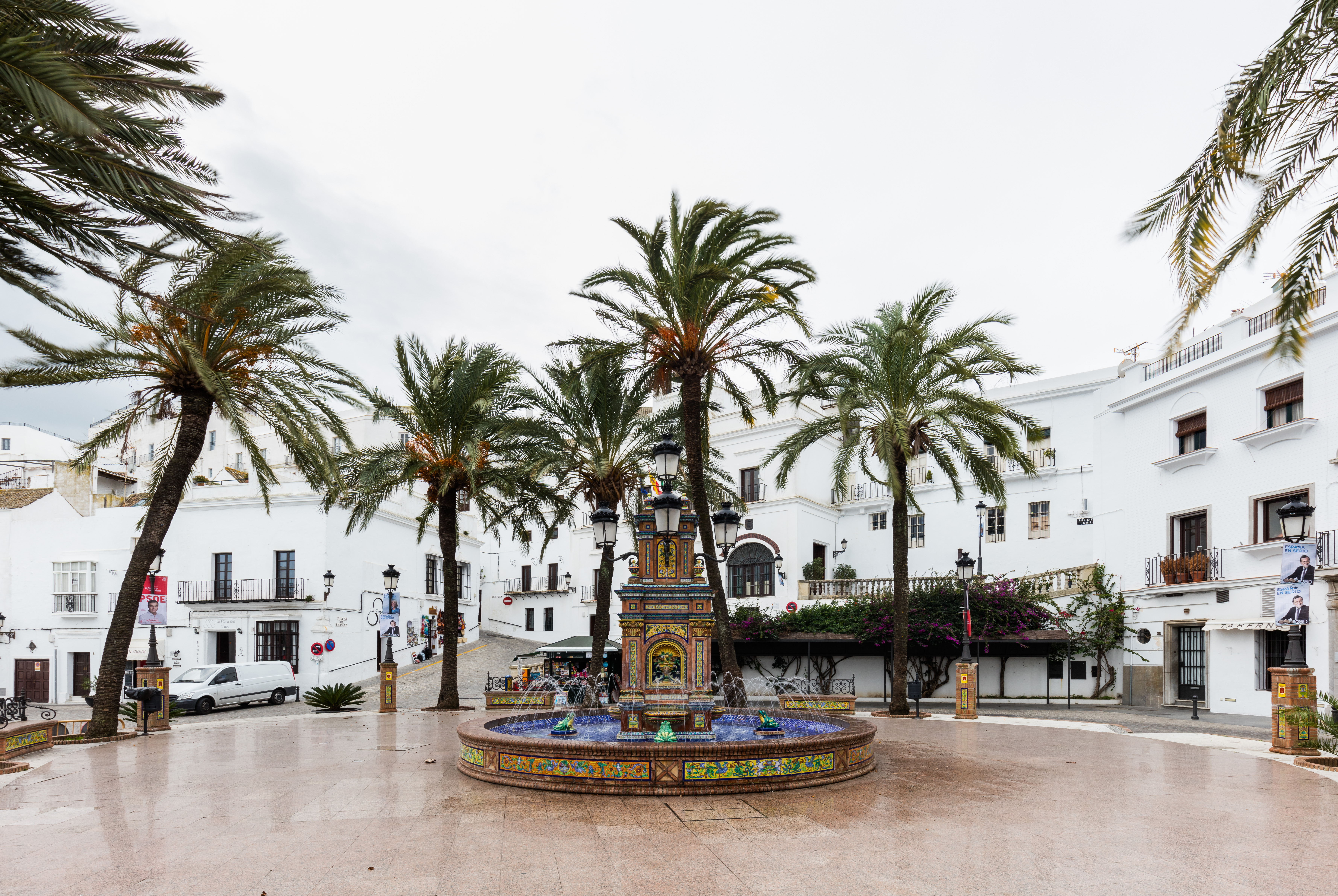
Plaza España
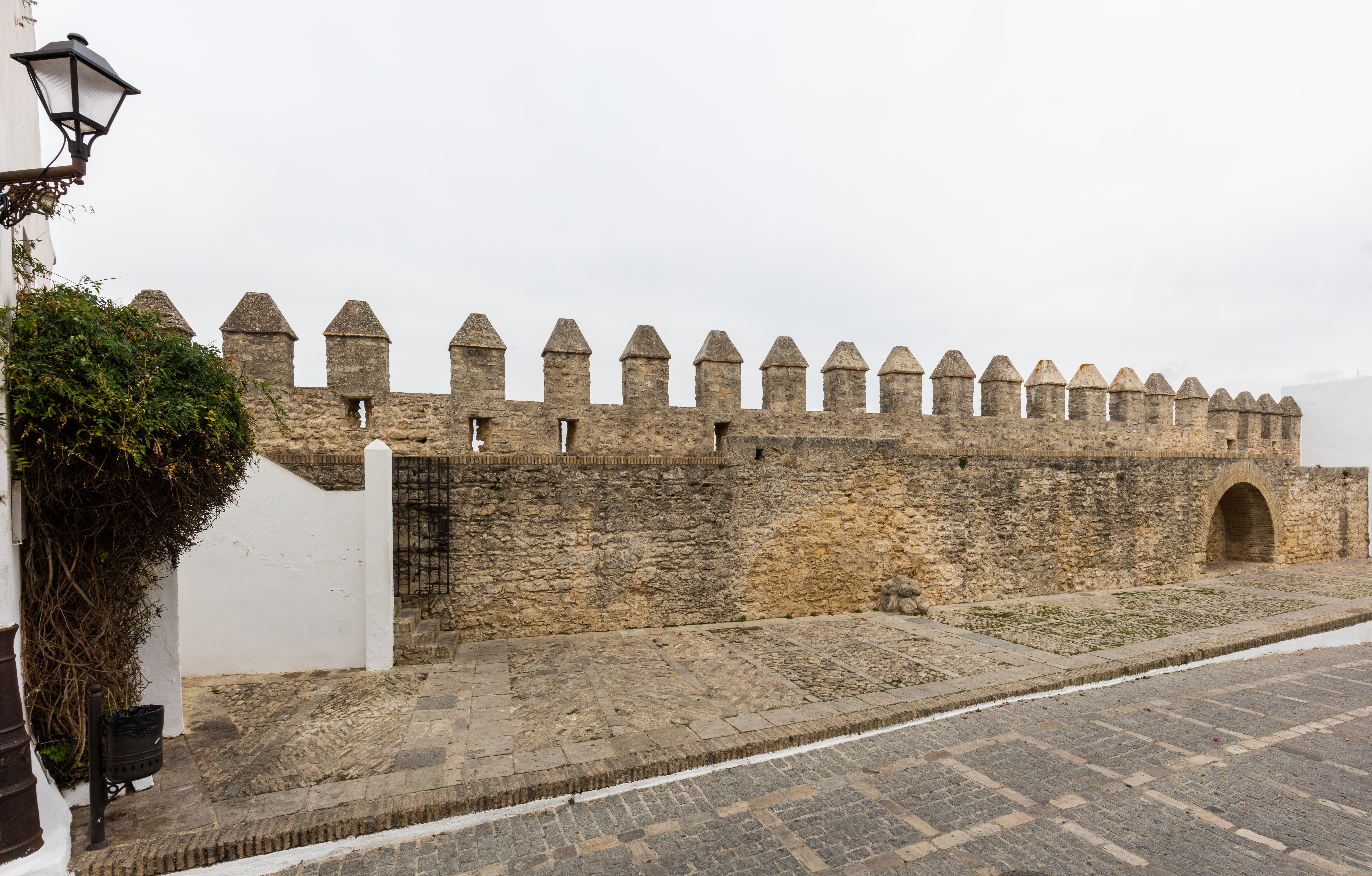
Stadtmauer
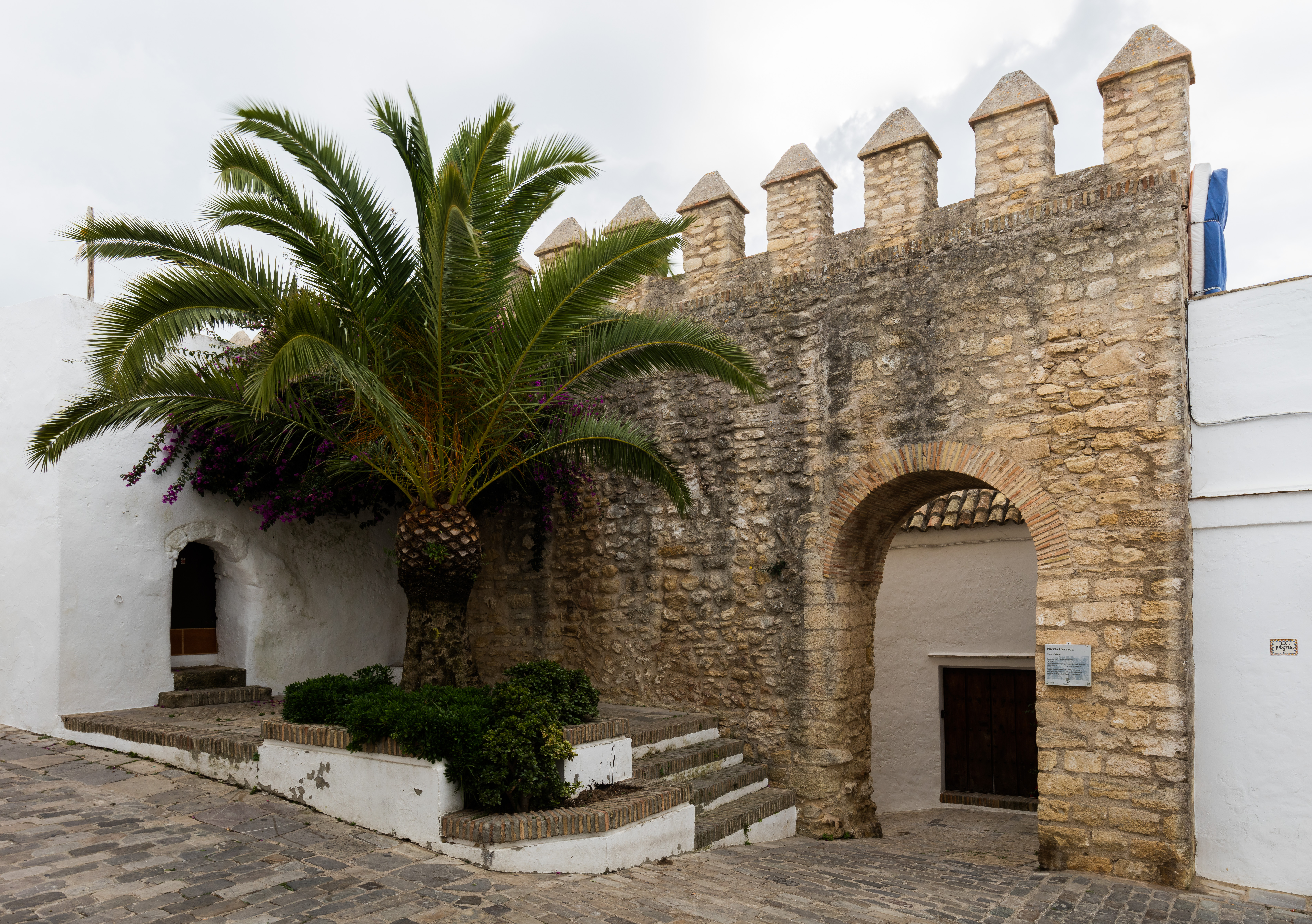
„Puerta Cerrada“ (Südtor bzw. auch Berber-Tor genannt) war von den Bewohnern des jüdischen Viertels vom 10.–12. Jh. geschlossen, um Küstenpiraten vom Stamm der Berber abzuwehren.